# David Fuller
David Fuller (nacido el 4 de septiembre de 1954) es un asesino convicto y necrófilo inglés.
En 2021, fue declarado culpable de los asesinatos de Wendy Knell, de 25 años, y Caroline Pierce, de 20, a quienes estranguló y agredió sexualmente tras irrumpir en sus casas, con meses de diferencia, en 1987, en Royal Tunbridge Wells, Kent, en lo que se conoció como los asesinatos de Bedsit. El ADN del asesino se conocía desde una revisión de un caso sin resolver en 2007, y el análisis de las muestras en los dos casos demostraría más tarde que los asesinatos fueron cometidos por el mismo autor no identificado. Fuller finalmente fue identificado como el perpetrador en 2020 cuando se hizo una coincidencia entre su ADN y las muestras del caso. Cuando finalmente fue detenido, Fuller también recibió 12 años de prisión por delitos mortuorios, habiéndose grabado a sí mismo abusando de los cuerpos de más de 100 cadáveres de mujeres, durante su empleo como electricista en el Kent And Sussex Hospital , también en Tunbridge Wells, y en el Tunbridge Wells Hospital en la cercana Pembury que lo reemplazó.
Fue condenado a cadena perpetua con orden de cadena perpetua el 15 de diciembre de 2021, lo que significa que cumplirá su condena a cadena perpetua sin posibilidad de libertad condicional.
En octubre de 2021, Fuller fue acusado de 16 delitos adicionales cometidos en las morgues del ahora cerrado Hospital Kent y Sussex, y su sucesor, el hospital Tunbridge Wells en Pembury, entre 2007 y 2020, y se declaró culpable de los cargos. el 3 de noviembre de 2022. Está encarcelado en HMP Frankland, junto con otros prisioneros como Wayne Couzens y Michael Stone.

## Vida personal
Fuller estuvo casado tres veces.
Estaba interesado en la observación de aves, el ciclismo y la fotografía. Fue fotógrafo no oficial de la banda de rock londinense Cutting Crew y en 1985 los acompañó de gira con su segunda esposa, Sally.